# Monochamus foveolatus
Monochamus foveolatus là một loài bọ cánh cứng trong họ Cerambycidae.